# Rhinolophus clivosus
Il ferro di cavallo di Geoffroy (Rhinolophus clivosus  Cretzschmar, 1828) è un pipistrello della famiglia dei Rinolofidi diffuso in Africa e nel Medio oriente.

## Descrizione

### Dimensioni
Pipistrello di medie dimensioni, con la lunghezza totale tra 68 e 112 mm, la lunghezza dell'avambraccio tra 42 e 59 mm, la lunghezza della coda tra 22 e 40 mm, la lunghezza del piede tra 11 e 13 mm, la lunghezza delle orecchie tra 16 e 24 mm, un'apertura alare fino a 35,5 cm e un peso fino a 25 g.

### Aspetto
La pelliccia è di media lunghezza, soffice e lanuginosa. Le parti dorsali possono essere color crema, grigie, grigio-brunastre, fulvo-grigiastre o bruno-rossastre con la base dei peli sempre più chiara, mentre le parti ventrali variano dal marrone chiaro al grigio. Le orecchie sono corte. La foglia nasale presenta una lancetta astata con la punta arrotondata, un processo connettivo arrotondato, talvolta leggermente angolato, una sella stretta, con i bordi concavi, l'estremità arrotondata e priva di peli. La porzione anteriore non copre completamente il muso, ha delle fogliette laterali poco sviluppate e un incavo centrale poco profondo alla base. Il labbro inferiore ha un solco longitudinale. Le membrane alari sono grigio scure, la prima falange del quarto dito è relativamente lunga. La coda è lunga ed inclusa completamente nell'ampio uropatagio. Il primo premolare superiore è piccolo e situato fuori la linea alveolare. Il cariotipo è 2n=58 FNa=60 o 62.

### Ecolocazione
Emette ultrasuoni ad alto ciclo di lavoro con impulsi a frequenza costante di 79–84 kHz in Malawi, 80–100 kHz in Sudafrica e 90,9 kHz nello Swaziland.

## Biologia

### Comportamento
Si rifugia singolarmente o in gruppi fino a 50 individui all'interno di grotte, fessure rocciose, gallerie minerarie abbandonate, catacombe, capanne di pietra e anfratti in edifici abbandonati. È stata osservata una colonia fino a 10.000 esemplari. Effettua spostamenti fino a 10 km tra un sito e l'altro. In Sudafrica è stato riscontrato un periodo prolungato di ibernazione, mentre nel Malawi entra in uno stato di torpore durante il giorno a temperature esterne di 21-24 °C. 

### Alimentazione
Si nutre di insetti, particolarmente piccoli coleotteri, catturati sotto la volta forestale e nella vegetazione.

### Riproduzione
Danno alla luce un piccolo alla volta tra novembre e dicembre. La copulazione avviene nella stagione secca, tra aprile e luglio, seguita da un trattenimento dello sperma da parte delle femmine fino ad agosto, quando si verificano l'ovulazione e la fertilizzazione. Tuttavia in alcune popolazioni del Sudafrica soltanto i maschi trattengono il seme per un periodo prolungato e non l'altro sesso. Questa condizione fa pensare che possano esistere più di una specie distinta. I piccoli vengono allattati per due mesi e le femmine diventano mature sessualmente dopo 18 mesi di vita.

## Distribuzione e habitat
Questa specie è diffusa nell'Africa settentrionale dall' Algeria all'Egitto, in quella orientale e meridionale dal Sudan fino al Sudafrica e in Israele, Giordania e nella Penisola Arabica.
Vive nelle savane alberate, foreste montane, praterie e habitat desertici e semi-desertici fino a 2.300 metri di altitudine.

## Tassonomia
Sono state riconosciute 7 sottospecie:
- R.c.clivosus: Arabia Saudita centrale ed occidentale, Yemen, Oman occidentale;
- R.c.acrotis (Heuglin, 1861): Sudan centrale, Etiopia, Eritrea, Somalia settentrionale;
- R.c.augur (Andersen, 1904): Tanzania meridionale, Malawi, Mozambico occidentale, Zambia orientale, Zimbabwe, Botswana, Sudafrica settentrionale ed orientale, Lesotho, Swaziland;
- R.c.brachygnathus (Andersen, 1905): Egitto, Penisola del Sinai, Israele, Giordania occidentale, Sudan settentrionale;
- R.c.keniensis (Hollister, 1916): Sudan del Sud sud-orientale, Uganda settentrionale ed orientale, Kenya, Repubblica Democratica del Congo nord-orientale, meridionale e occidentale, Ruanda e Burundi occidentali;
- R.c.schwarzi (Heim de Balsac, 1934): Algeria sud-orientale e Libia occidentale;
- R.c.zuluensis (Andersen, 1904): Sudafrica meridionale e sud-occidentale, Namibia occidentale e Angola sud-occidentale.

La popolazione della Cirenaica, nel nord-est della Libia, è stata recentemente assegnata ad una specie distinta, R.horaceki.

## Conservazione
La IUCN Red List, considerato il vasto areale e la popolazione presumibilmente numerosa, classifica R.clivosus come specie a rischio minimo (Least Concern)).